# 上普法尔茨地区奥尔巴赫
上普法尔茨地区奥尔巴赫（德語：Auerbach in der Oberpfalz，發音：[ˈaʊɐbax ʔɪn deːɐ̯ ˈʔoːbɐˌpfalts] ⓘ）是德国巴伐利亚州上普法尔茨行政区安贝格-苏尔茨巴赫县的城市，面积70.33平方千米，2023年12月31日人口为9,127人。